# (3840) Mimistrobell
(3840) Mimistrobell es un asteroide perteneciente al cinturón de asteroides, descubierto el 9 de octubre de 1980 por Carolyn Shoemaker desde el Observatorio del Monte Palomar, Estados Unidos.

## Designación y nombre
Designado provisionalmente como 1980 TN4. Fue nombrado Mimistrobell en honor a la geóloga estadounidense Mary E. (Mimi) Strobell.